# Haravilliers
Haravilliers – miejscowość i gmina we Francji, w regionie Île-de-France, w departamencie Dolina Oise.
Według danych na rok 1990 gminę zamieszkiwały 414 osoby, a gęstość zaludnienia wynosiła 38 osób/km² (wśród 1287 gmin regionu Île-de-France Haravilliers plasuje się na 856. miejscu pod względem liczby ludności, natomiast pod względem powierzchni na miejscu 333.).